# Hrabstwo Powhatan

Piramida wieku hrabstwa

Hrabstwo Powhatan – hrabstwo w USA, w stanie Wirginia, według spisu z 2000 roku liczba ludności wynosiła 22377. Siedzibą hrabstwa jest Powhatan.

## Geografia
Według spisu hrabstwo zajmuje powierzchnię 679 km², z czego 676 km² stanowią lądy, a 3 km² – wody.

### CDP
- Powhatan